# مايك ماكورماك
مايك ماكورماك (بالإنجليزية: Mike McCormack)‏ هو لاعب كرة قدم أمريكية أمريكي، ولد في 21 يونيو 1930 في شيكاغو في الولايات المتحدة، وتوفي في 15 نوفمبر 2013 في بالم ديسيرت في الولايات المتحدة.

## وصلات خارجية
- مايك ماكورماك على موقع مرجع كرة القدم المحترفة.كوم (الإنجليزية)
- مايك ماكورماك على موقع قاعة كنساس للمشاهير الرياضية (مؤرشف) (الإنجليزية)
- مايك ماكورماك على موقع IMDb (الإنجليزية)
- مايك ماكورماك على موقع إن إن دي بي (الإنجليزية)